# Tireurs d'élite (film)
Pour les articles homonymes, voir Straight Shooter.
Pour plus de détails, voir Fiche technique et Distribution.
Tireurs d'élite (Straight Shooters) est un dessin animé de la série des Donald produit par Walt Disney pour RKO Radio Pictures, sorti le 18 avril 1947.

## Synopsis
Donald tient un stand de tir dans une fête foraine. Quand ses neveux passent il les incite à essayer de toucher les cibles. Seulement lorsque le premier réussit à toutes les toucher, il lui remet le plus petit de ses lots, ce qui indigne ses deux autres neveux qui décident de tirer également. Seulement cette fois Donald leur a donné une carabine truquée...

## Fiche technique
- Titre original : Straight Shooters
- Série : Donald Duck
- Réalisateur : Jack Hannah
- Scénario : MacDonald MacPherson, Jack Huber
- Animateurs : Bill Justice, Volus Jones, Judge Whitaker, Fred Jones
- Musique : Oliver Wallace
- Background : Thelma Witmer
- Layout : Yale Gracey
- Voix : Clarence Nash (Donald)
- Producteur : Walt Disney
- Société de production : Walt Disney Productions
- Distributeur : RKO Radio Pictures
- Pays de production :  États-Unis
- Langue originale : anglais
- Format : couleur (Technicolor) – 35 mm – 1,37:1 – mono (RCA Photophone)
- Genre : dessin animé
- Durée : 6 minutes
- Date de sortie :
  - États-Unis : 18 avril 1947[1]

## Voix françaises
- Sylvain Caruso : Donald Duck

## Titre en différentes langues
D'après IMDb :
- Suède : Kalle Anka på Gröna Lund